# Löbau
Löbau (em latim: Lobavia) é uma cidade da Alemanha localizada no distrito de Görlitz, região administrativa de Dresda, estado da Saxônia. Pertence ao Verwaltungsgemeinschaft de Löbau.